# EDSAC

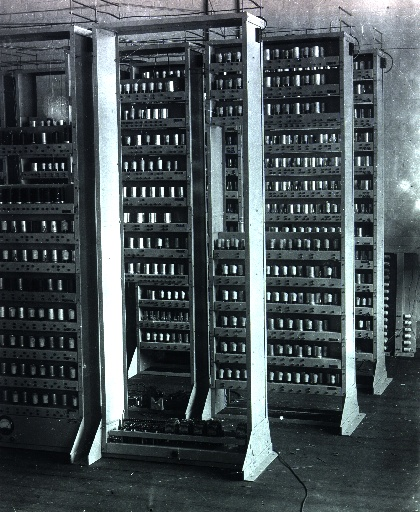
EDSAC

EDSAC (din engleză Electronic Delay Storage Automatic Calculator) a fost unul dintre primele computere fabricate în Regatul Unit, și printre primele din lume. Sistemul, inspirat de EDVAC, a fost construit de profesorul Sir Maurice Wilkes și echipa lui, în Laboratorul de matematică al Universității Cambridge din Anglia.
EDSAC a fost primul computer practic conceput după arhitectura von Neumann. Proiectul a fost sprijinit de J. Lyons and Co., o firmă britanică, ce apoi a fabricat primul computer destinat aplicațiilor comerciale, LEO I, bazat pe design-ul EDSAC. EDSAC a rulat primul program pe 6 mai 1949, calculând un tabel de pătrate  și o listă cu numere prime.